# Régis Rolland
Pour les articles homonymes, voir Rolland.
Régis Rolland, né en 1960 à Grenoble, est un snowboardeur français. Il est particulièrement connu pour la série de courts-métrages Apocalypse Snow dans laquelle il tient le rôle principal. Il est l'un des précurseurs du snowboard en France.

## Biographie
Il découvre le snowboard au début des années 1980 grâce à l'équipe de snowboarders américains Winterstick venus pour l'ouverture et la promotion de la station savoyarde Arc 2000. Il tombe sous le charme de cette nouvelle discipline et leur rachète une de leurs planches.
En 1986 il lance sa première marque de snowboards Apocalypse Surf et installe son atelier de fabrication dans le village Isérois de Villard-de-Lans. Apocalypse Surf, au bord du gouffre, est racheté par l'américain Jack Lin en 1990. L'aventure américaine dure deux ans car Régis Rolland se voit dépossédé du nom Apocalypse. Il lance alors A-Snowboards en 1993. En plein essor, sa deuxième marque de snowboards est rachetée par le groupe français Rossignol en 2000 qui s'en sépare pourtant en mars 2003.
Un mois après, il lance sa troisième marque de snowboards APO à laquelle il ajoute une gamme de skis en 2008. APO est racheté en 2010 par Snowide. En septembre 2014, Régis Rolland est licencié d'APO alors que Snowide est en redressement judiciaire. La marque APO sera temporairement relancée quatre ans plus tard.
En décembre 2014, Régis Rolland parraine la 9e édition du World snowboard day.
Fin 2017 il lance Rhyme, sa quatrième marque de snowboards,, qui s'éteindra à son tour en 2019.

## Filmographie
- Ski Espace de Didier Lafont en 1983[2]
- Apocalypse Snow de Didier Lafont[2] en 1983[11]
- Apocalypse Snow II de Didier Lafont[2] en 1985
- Apocalypse Snow III de Didier Lafont[2] en 1986
- Canon Surf I en 1987
- Canon Surf II en 1988